# Salles-lès-Aulnay
Das Dorf Salles-lès-Aulnay war eine ehemals selbständige französische Gemeinde, die 1972 an die Gemeinde Aulnay im Département Charente-Maritime in der Region Nouvelle-Aquitaine angeschlossen wurde. Salles-lès-Aulnay liegt circa einen Kilometer nordöstlich von Aulnay.

## Bevölkerungsentwicklung
| Jahr                       | 1793 | 1800 | 1806 | 1831 | 1856 | 1901 | 1926 | 1946 | 1962 | 1968 |
| Einwohner                  | 194  | 202  | 236  | 270  | 232  | 165  | 137  | 124  | 109  | 99   |
| Quellen: Cassini und INSEE |      |      |      |      |      |      |      |      |      |      |

## Sehenswürdigkeiten

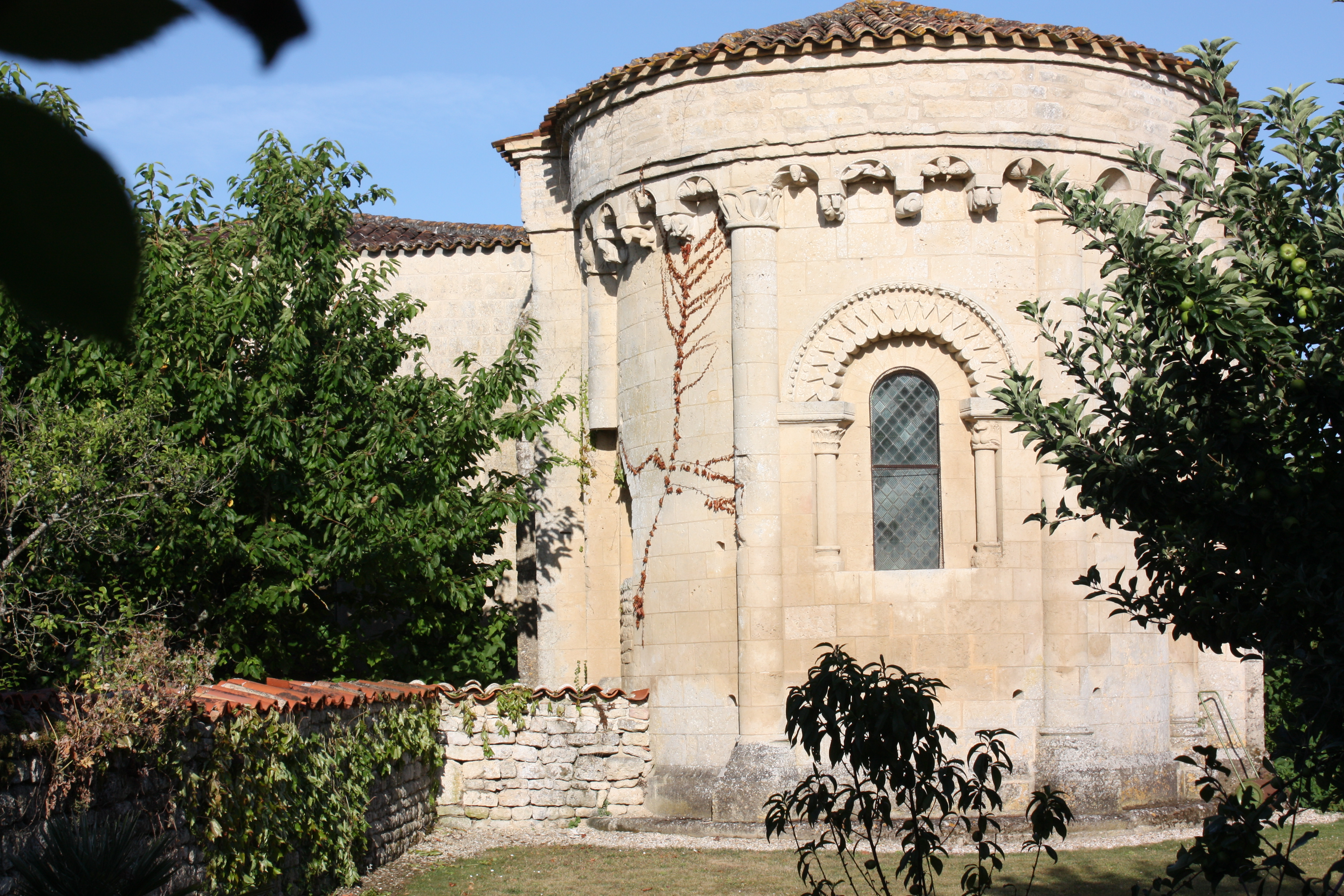
Romanische Apsis der Kirche Notre-Dame

- Kirche Notre-Dame aus dem 12. Jahrhundert, Monument historique seit 1913

Siehe auch: Liste der Monuments historiques in Aulnay (Charente-Maritime)